# Grote Prijs van Montréal 2017
De 8e editie van de Grote Prijs van Montréal werd verreden op 10 september 2017. Titelverdediger was Greg Van Avermaet, deze editie werd gewonnen door de Italiaan Diego Ulissi die in de vorige editie nog als derde eindigde.

## Verloop
De wedstrijd vond plaats in en rond de Canadese stad Montréal en kende een lengte van 205.7 kilometer. De wedstrijd was onderdeel van de UCI World Tour 2017.
Eindwinnaar Ulissi versloeg in een sprint onder andere Jesús Herrada (2e) en de Nederlander Tom-Jelte Slagter (3e). Als beste Belg eindigde Jan Bakelants, hij kwam als vierde over de streep. Naast Bakelants waren er meer Belgen in de top-30 van deze wedstrijd, inclusief Bakelants waren dat tien renners.

## Uitslag
| Plaats  | Naam              | Ploeg                              | tijd     |
| ------- | ----------------- | ---------------------------------- | -------- |
| Winnaar | Diego Ulissi      | UAE Team Emirates                  | 5u22'29" |
| 2       | Jesús Herrada     | Movistar Team                      | z.t.     |
| 3       | Tom-Jelte Slagter | Cannondale-Drapac Pro Cycling Team | z.t.     |
| 4       | Jan Bakelants     | AG2R La Mondiale                   | z.t.     |
| 5       | Bauke Mollema     | Trek-Segafredo                     | + 6"     |
| 6       | Tony Gallopin     | Lotto Soudal                       | + 11"    |
| 7       | Greg Van Avermaet | BMC Racing Team                    | + 16"    |
| 8       | Michael Matthews  | Team Sunweb                        | z.t.     |
| 9       | Peter Sagan       | BORA-hansgrohe                     | z.t.     |
| 10      | Sep Vanmarcke     | Cannondale-Drapac Pro Cycling Team | z.t.     |

2010 · 2011 · 2012 · 2013 · 2014 · 2015 · 2016 · 2017 · 2018 · 2019 · 2020-2021 · 2022 · 2023 · 2024